# Glutaril-KoA dehidrogenaza (non-dekarboksilacija)
Glutaril-KoA dehidrogenaza (non-dekarboksilacija) (EC 1.3.99.32, GDHDes, nondekarboksilacija glutaril-koenzim A dehidrogenaza, nondekarboksilacija glutaconyl-koenzim A (formira GDH)) je enzim sa sistematskim imenom glutaril-KoA:akceptor 2,3-oksidoreduktaza (bez dekarboksilacije). Ovaj enzim katalizuje sledeću hemijsku reakciju
glutaril-KoA + akceptor {\displaystyle \rightleftharpoons } (E)-glutakonil-KoA + redukovani akceptor
Ovaj enzim sadrži FAD. Anaerobna, sulfat-redukujuća bakterija Desulfococcus multivorans sadrži dva tipa glutaril-KoA dehidrogenaze: dekarboksilacioni enzim (EC 1.3.8.6), i enzim koji ne uzrokuje dekarboksilaciju (ovaj enzim). Dva enzima uzrokuju različite strukturne promene glutakonilne karboksilatne grupe, prvenstveno zbog prisustva u aktivnom mestu bilo tirozinskog ili valinskog ostatka, respektivno.

## Literatura
- Nicholas C. Price; Lewis Stevens (1999). Fundamentals of Enzymology: The Cell and Molecular Biology of Catalytic Proteins (Third изд.). USA: Oxford University Press. ISBN 019850229X.
- Eric J. Toone (2006). Advances in Enzymology and Related Areas of Molecular Biology, Protein Evolution (Volume 75 изд.). Wiley-Interscience. ISBN 0471205036.
- Branden C; Tooze J. Introduction to Protein Structure. New York, NY: Garland Publishing. ISBN 0-8153-2305-0.
- Irwin H. Segel. Enzyme Kinetics: Behavior and Analysis of Rapid Equilibrium and Steady-State Enzyme Systems (Book 44 изд.). Wiley Classics Library. ISBN 0471303097.

## Spoljašnje veze
- Glutaryl-CoA+dehydrogenase+(non-decarboxylating) на 